# Sophy Grayová
Sophia Wharton Myddleton, také Sophy Grayová, (5. ledna 1814 Yorkshire – 27. dubna 1871 Kapské město) byla architektka a umělkyně narozená v Anglii.

## Životopis

### Anglie
Sophy Grayová se narodila 5. ledna 1814 v Easingtonu v Yorkshiru jako pátá dcera hraběte Richarda Whartona Myddletona z Durhamu a Yorkshiru.
Sophy a její dvě sestry vyrůstaly v zámožné rodině, která vlastnila majetek v North Riding a Durhamu. Sophy se provdala za Roberta Graye v roce 1836 po šestiměsíčním zasnoubení, kdy byl rektorem ve Whitworthu v Durhamu. Devět let žili v Old Parku a Whitworthu, dokud se Robert nedostal do užšího výběru na jedno ze tří nových koloniálních biskupství. Byl vybrán pro Mys Dobré naděje.

### Jižní Afrika
V roce 1847 odcestovali Sophy a Robert do Kapského Města, kde měl založit novou koloniální diecézi, zvýšit počet duchovních a zřídit nové kostely a školy. V té době bylo v Jižní Africe pouze deset anglikánských kostelů. V době jeho smrti, o 25 let později, se jejich počet zvýšil na 63.
Grayovi si zvykli na vysoký životní standard biskupů, včetně biskupského paláce, a proto emigrovali do Kapska s družinou služebnictva, nábytkem a dokonce i biskupským kočárem.
Manželé se usadili na farmě Boschheuvel, která se původně jmenovala Wijnberg a později byla přejmenována na Bishopscourt; původním majitelem byl Jan van Riebeek, první nizozemský guvernér Kapska. Farma se rozkládala na svazích Stolové hory, byla dobře zavlažovaná a hustě zalesněná. Sophy zde ve staré budově pro otroky zřídila školu pro svých pět dětí a děti z obce. Přestože neměla ráda společenské akce, udržovala otevřený dům pro neustálý proud církevních představitelů a hodnostářů, stejně jako spravovala Robertovu diecézi, která zahrnovala Kapsko, Oranžský svobodný stát, Natal a ostrovy Tristan da Cunha a Svatá Helena.
Jako samouk přinesla novogotické architektonické plány, které bylo možné přizpůsobit návrhu nových kostelů a škol potřebných pro založení koloniální diecéze. Sophy i její manžel dávali přednost novogotickému stylu církevní architektury, který byl v té době v Británii módní a který prosazovali eklesiologové, a neměli rádi románský sloh. Přesto se Sophy a Robert Grayovi domnívali, že by se kostelní design neměl otrocky držet raného anglického období, ale měl by vykazovat určitou rozmanitost.
Skromné měřítko, detaily a nízké náklady těchto kostelů, stejně jako časté použití místního kamene, jim dodávají stylovou jednotu. Gray si byla zřejmě velmi dobře vědoma potřeby úspor a biskup Gray se k této otázce vyjádřil takto: „lituji jen toho, že všechny naše kostely budou mít stejný architektonický styl a stejné rysy; místní úspory nás nutí spokojit se se zvonicemi místo věží a ranou anglickou gotikou místo zdobené gotiky“.
Zastávala nejen funkci architekta, ale také vedla záznamy o synodách, jejich zasedáních a oficiálních obřadech. Vedla také záznamy korespondence a kroniky kostelů. O jejích uměleckých schopnostech svědčí množství akvarelů a skic, které vytvořila a které často používala k ilustraci deníků svého manžela. Biskup by tedy jen stěží mohl plnit své úkoly bez Sophyiny pomoci a znalostí. Jako uznání jejího přínosu je v kostele svatého Jiří umístěna vitráž s jejím portrétem.
Desmond Martin se ve své doktorské práci zabývá kostely, které postavili Grayovi. Z více než 50 kostelů postavených v Jižní Africe v době biskupství Roberta Graye jich nejméně 40 navrhla Sophy. V roce 2005 vydal Martin knihu s názvem "Biskupské kostely" a ilustroval ji svými akvarely a liniovými kresbami 40 kostelů, včetně kostelů svatého Pavla v Rondeboschi, svatého Spasitele v Claremontu, svatého Petra v Plettenberg Bay, svatého Jakuba v Graaff-Reinetu a svatého Judy v Oudtshoornu.

## Dílo
Mezi nejvýznamnější díla patří
| Kostel                               | Místo                                | Rok  | Lokace                                 |
| ------------------------------------ | ------------------------------------ | ---- | -------------------------------------- |
| St Paul's Church                     | Eerste River, Western Cape           | 1848 | 34°1′37,52″ j. š., 18°44′40,17″ v. d.  |
| St James' Church                     | Graaff-Reinet                        | 1848 | 32°15′3,24″ j. š., 24°32′12,16″ v. d.  |
| St Paul's Church                     | Rondebosch, Cape Town                | 1849 | 34°2′7,3″ j. š., 23°3′0,97″ v. d.      |
| St George's Church                   | Knysna                               | 1849 | 34°2′7,3″ j. š., 23°3′0,97″ v. d.      |
| School Chapel                        | Beaufort West                        | 1849 | 32°20′43,38″ j. š., 22°34′56,24″ v. d. |
| Christ Church                        | Colesberg                            | 1849 | 30°43′11,33″ j. š., 25°5′51,18″ v. d.  |
| St Mark's Church                     | George                               | 1849 | 33°57′27,76″ j. š., 22°27′30,38″ v. d. |
| Holy Trinity Church                  | Caledon                              | 1850 | 34°13′53,94″ j. š., 19°25′38,95″ v. d. |
| St Saviour's Church                  | Claremont, Cape Town                 | 1850 | 33°59′1,86″ j. š., 18°27′53,71″ v. d.  |
| Holy Trinity Church                  | Belvidere, Knysna                    | 1851 | 34°2′28,27″ j. š., 22°59′56,63″ v. d.  |
| St Peter's Church                    | Pietermaritzburg                     | 1851 | 29°36′17″ j. š., 30°22′34″ v. d.       |
| Christ Church                        | Swellendam                           | 1852 | 34°1′20,21″ j. š., 20°26′26,92″ v. d.  |
| Christ Church                        | Beaufort West                        | 1852 | 32°20′45,31″ j. š., 22°34′56,93″ v. d. |
| St James, The Great, Anglican Church | Worcester                            | 1852 | 33°38′45,12″ j. š., 19°26′41,96″ v. d. |
| St John the Baptist Church           | Louvain Farm, Schoonberg near Herold | 1853 | 33°48′40,55″ j. š., 22°38′44,84″ v. d. |
| All Saints Church                    | Somerset East                        | 1854 | 32°43′1,4″ j. š., 25°35′8,9″ v. d.     |
| St Paul's Church                     | North End, Port Elizabeth            | 1854 | 33°56′43,23″ j. š., 25°35′22,91″ v. d. |
| St Matthew's Church                  | Riversdale, Western Cape             | 1854 | 34°5′33,66″ j. š., 21°15′30,58″ v. d.  |
| School Chapel                        | Mossel Bay                           | 1855 |                                        |
| St Andrew's Chapel                   | Newlands, Cape Town                  | 1856 | 33°58′18,06″ j. š., 18°27′16,47″ v. d. |
| Armstrong Memorial Chapel            | St. Andrew's College, Grahamstown    | 1856 | 33°18′27,41″ j. š., 26°31′6,53″ v. d.  |
| St Peter's Church                    | Cradock                              | 1857 | 32°10′20,09″ j. š., 25°36′57,62″ v. d. |
| Church of St Mary the Virgin         | Woodstock, Cape Town                 | 1859 | 33°55′36,31″ j. š., 18°26′47,26″ v. d. |
| All Saints Church                    | Bredasdorp                           | 1859 | 34°32′6,13″ j. š., 20°2′24,65″ v. d.   |
| St Andrew's Chapel                   | Ceres                                | 1860 | 33°22′10,23″ j. š., 19°18′39,05″ v. d. |
| St Jude's Church                     | Oudtshoorn                           | 1860 | 33°35′15,31″ j. š., 22°12′11,4″ v. d.  |
| Constantia Chapel                    | near Cape Town                       | 1860 |                                        |
| All Saints Chapel                    | Durbanville                          | 1860 | 33°50′4,95″ j. š., 18°38′57,66″ v. d.  |
| St Mary's Church                     | Robertson                            | 1861 | 33°48′5,24″ j. š., 19°52′56,14″ v. d.  |
| St Thomas' Mission Station           | Rondebosch, Cape Town                | 1864 | 33°57′45,95″ j. š., 18°28′37,49″ v. d. |
| St John's Church                     | Clanwilliam                          | 1864 | 32°10′43,99″ j. š., 18°53′34,3″ v. d.  |
| St Mark's Chapel                     | District Six, Cape Town              | 1865 |                                        |
| St Patrick's Church                  | Umzinto, KwaZulu-Natal               | 1868 | 30°18′37″ j. š., 30°39′52,59″ v. d.    |
| St Augustine's Chapel                | Fraserburg                           | 1869 | 31°54′59,75″ j. š., 21°30′47,22″ v. d. |
| St Luke's Mission Church             | Swellendam                           | 1869 | 34°1′12,66″ j. š., 20°26′39,96″ v. d.  |
| St John's Church                     | Victoria West                        | 1869 | 31°24′13,2″ j. š., 23°6′45,48″ v. d.   |
| All Saints Church                    | Uniondale                            | 1869 | 33°39′21,95″ j. š., 23°7′42,19″ v. d.  |
| St Mildred's Chapel                  | Montagu                              | 1870 | 33°47′13,21″ j. š., 20°7′1,57″ v. d.   |
| St Peter's Church                    | Plettenberg Bay                      | 1879 | 34°3′16,13″ j. š., 23°22′28,7″ v. d.   |
| St Matthew's Church                  | Willowmore                           | 1880 | 33°17′43,79″ j. š., 23°29′20,11″ v. d. |

## Galerie

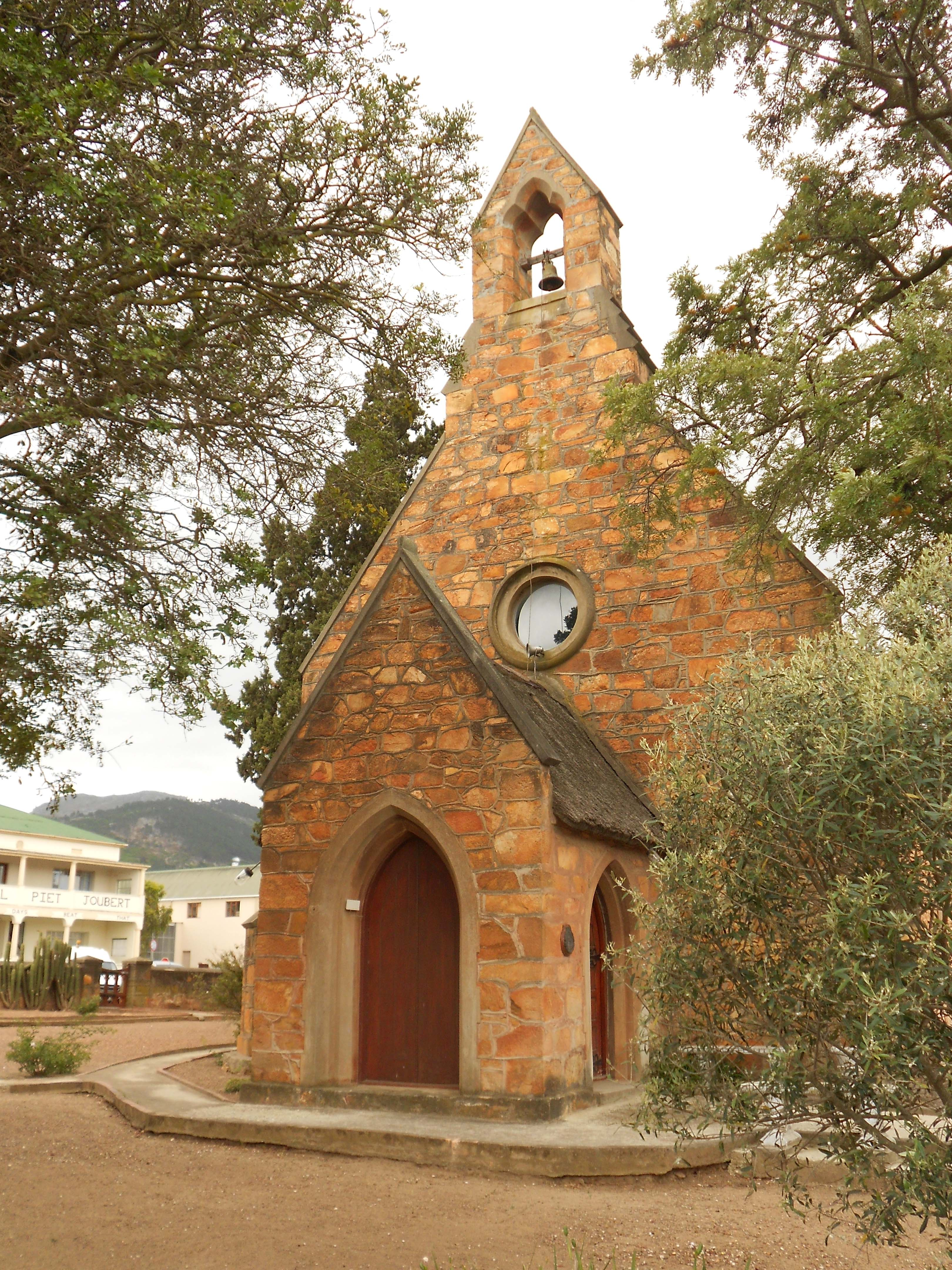
Holy Trinity Church, Caledon (1850)
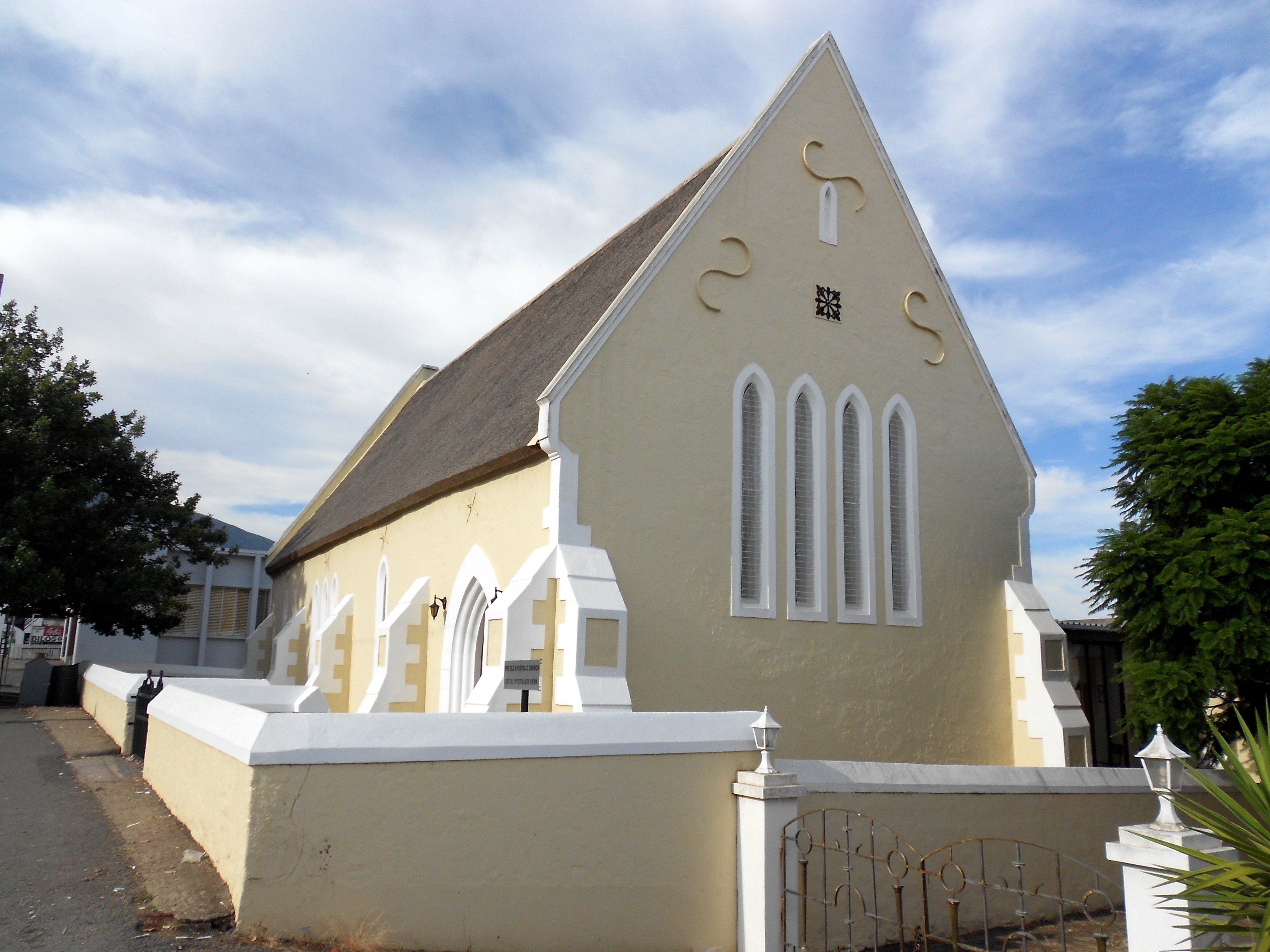
St Luke's Mission Church, Swellendam (1869)
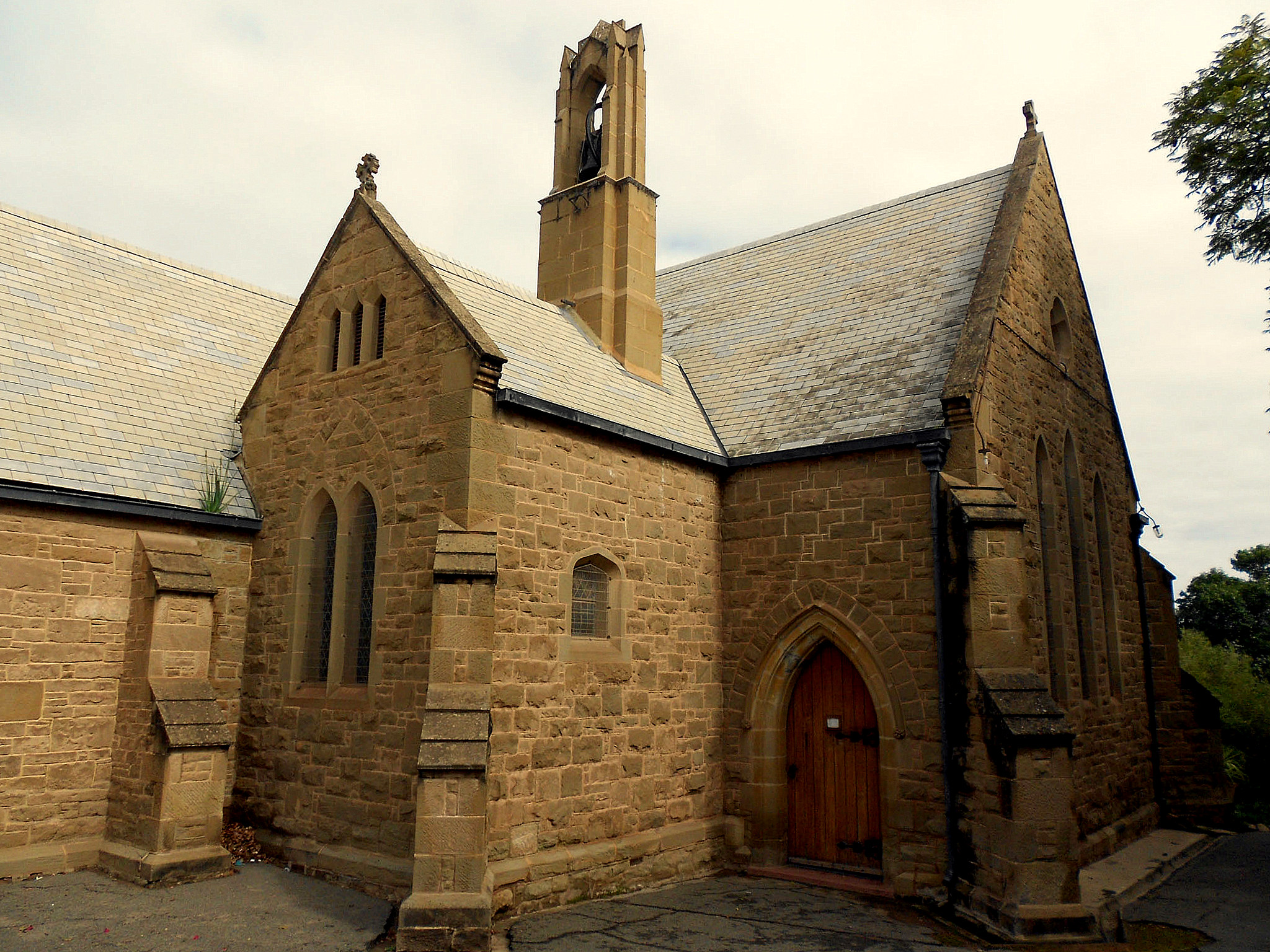
St Jude's Church, Oudtshoorn (1860)
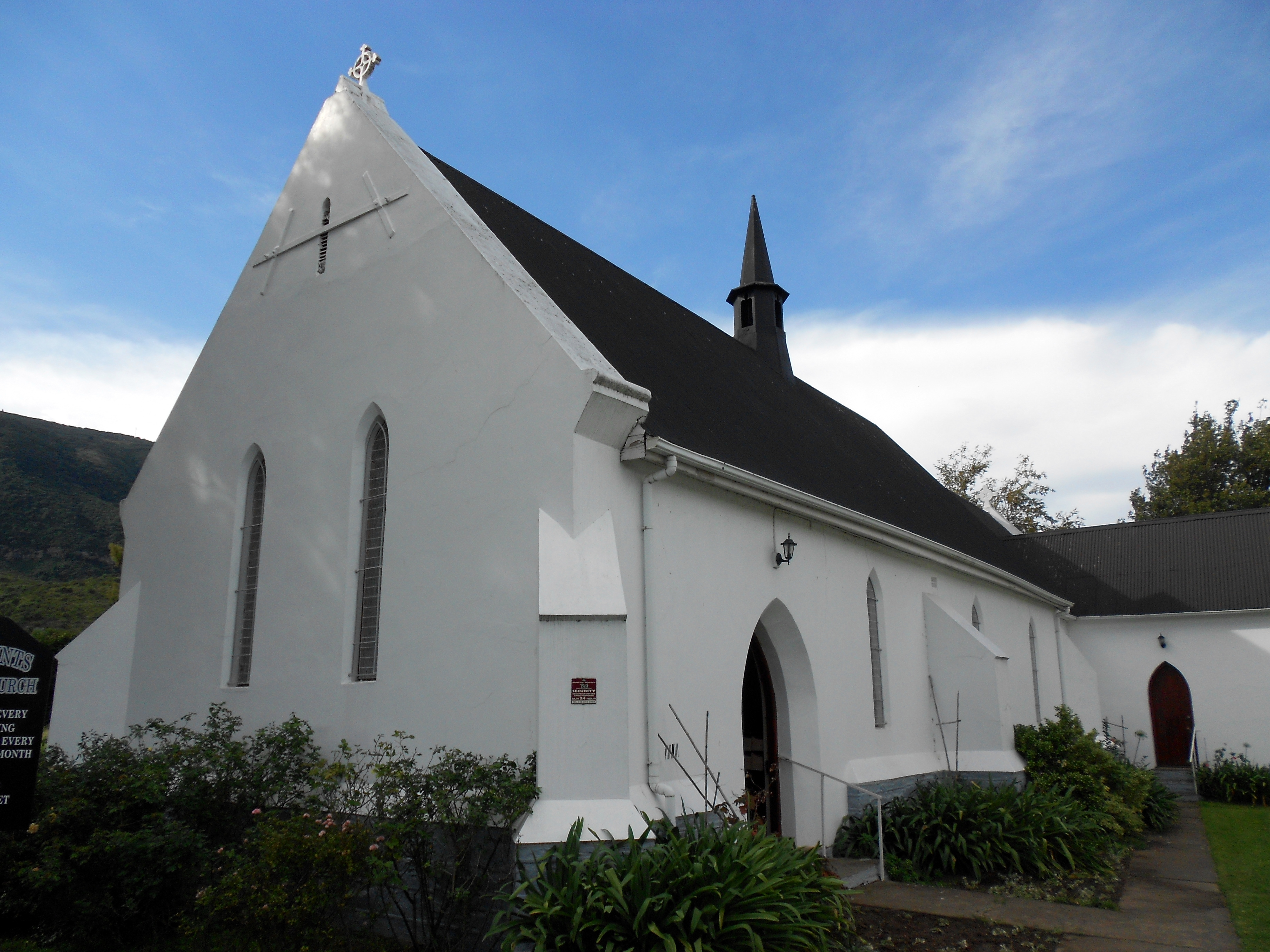
All Saints Church, Somerset East (1854)
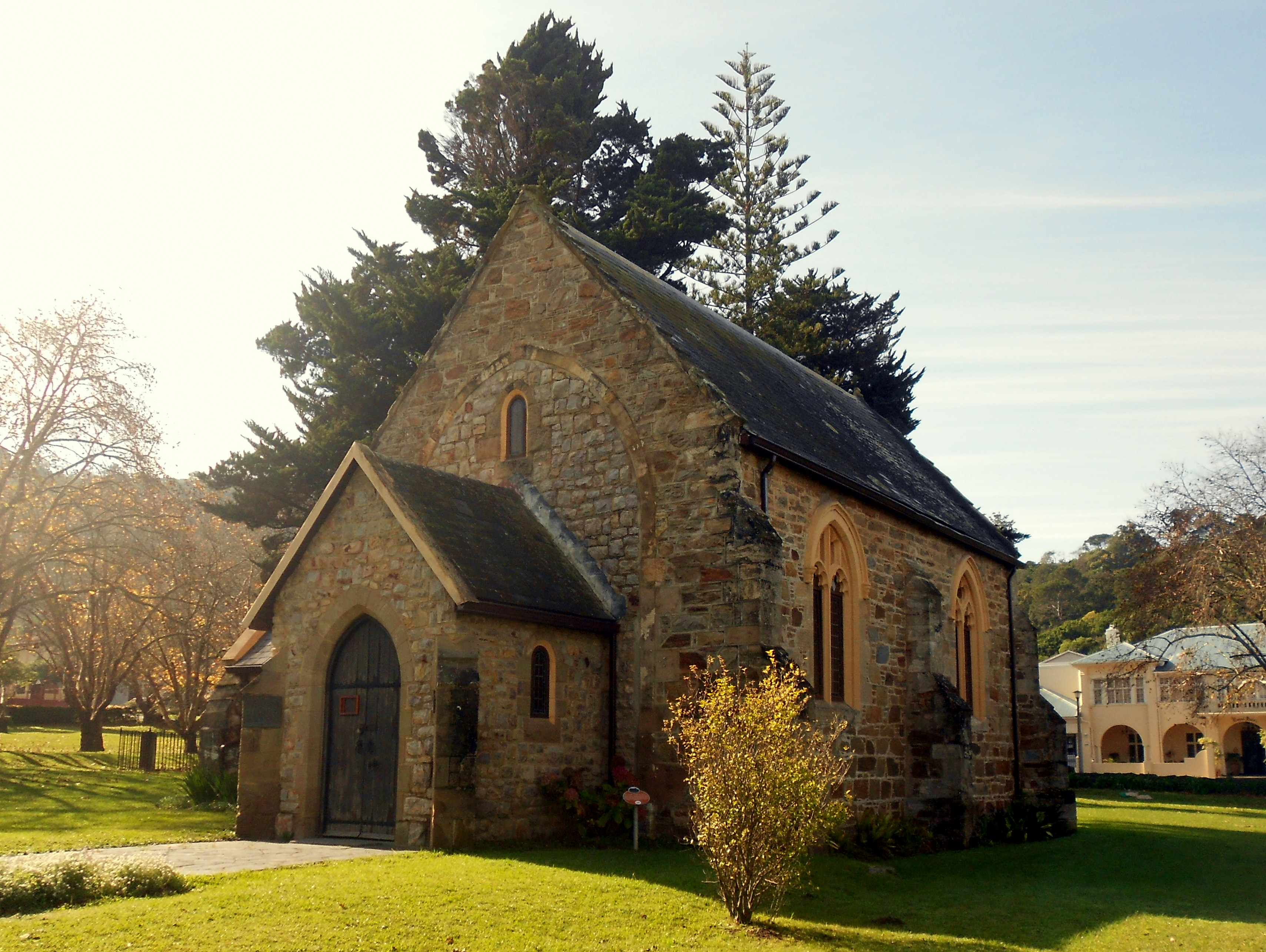
St George's Church, Knysna (1849)
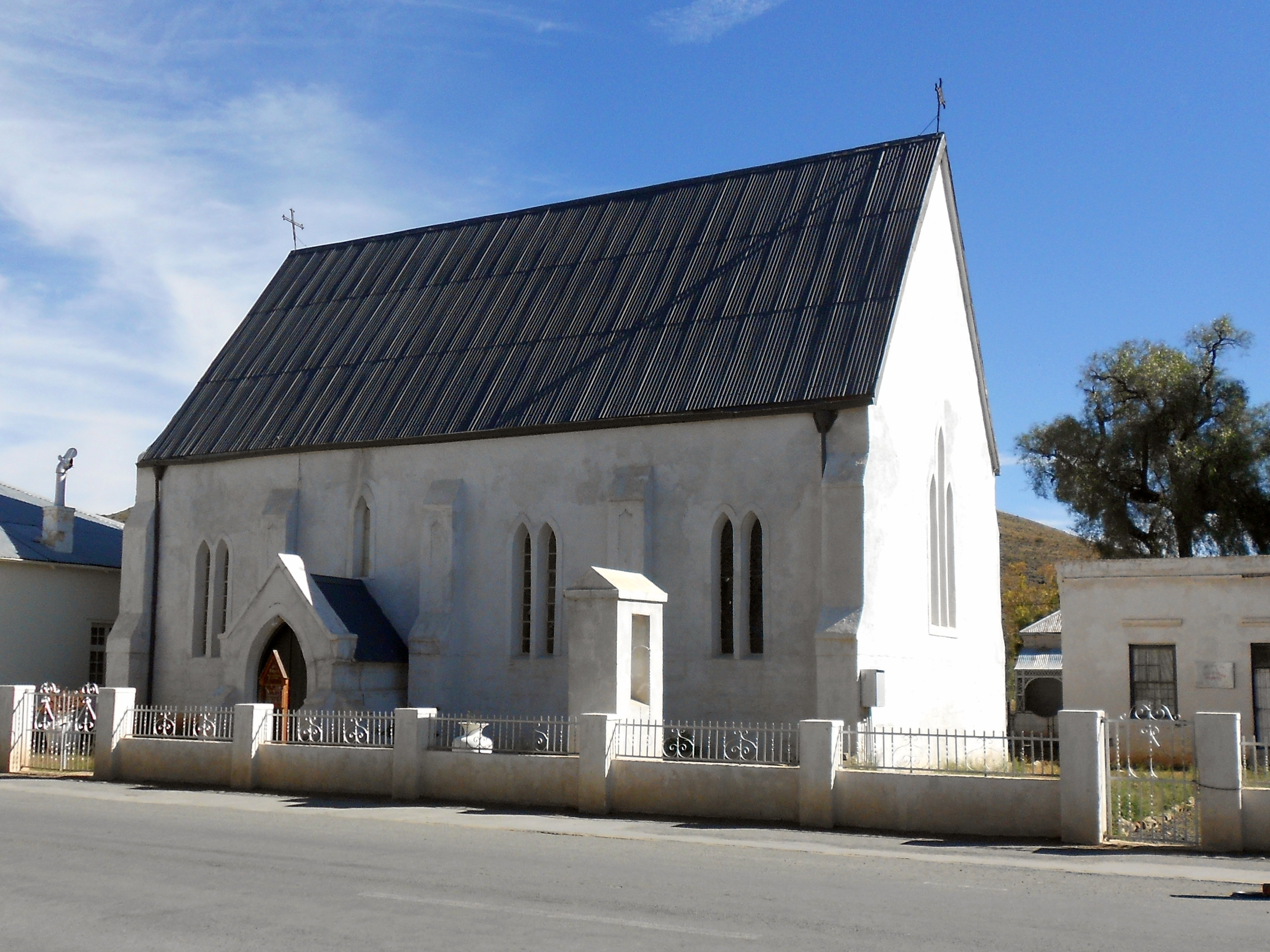
St John's Church, Victoria West (1869)
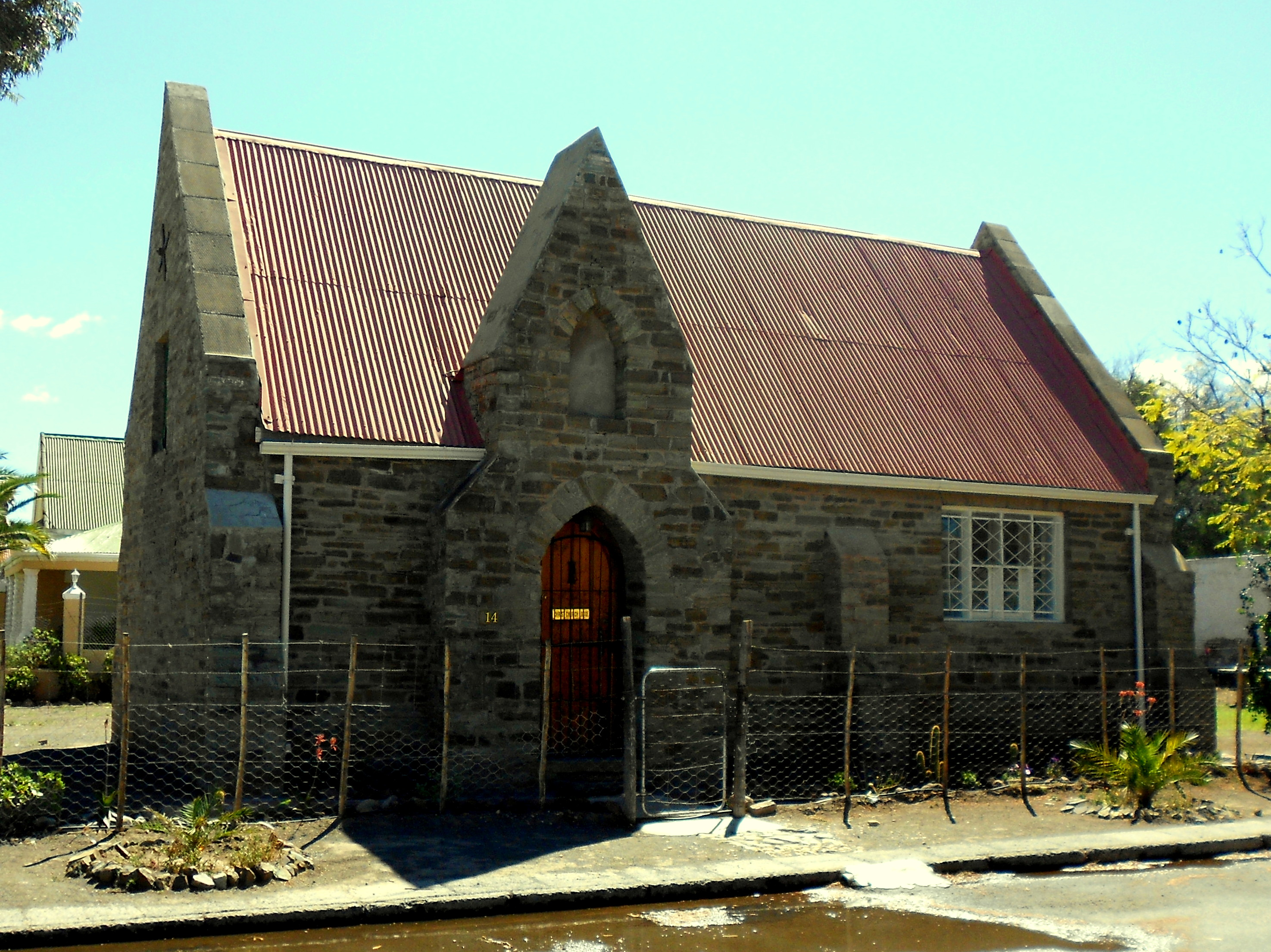
School Chapel, Beaufort West (1849)
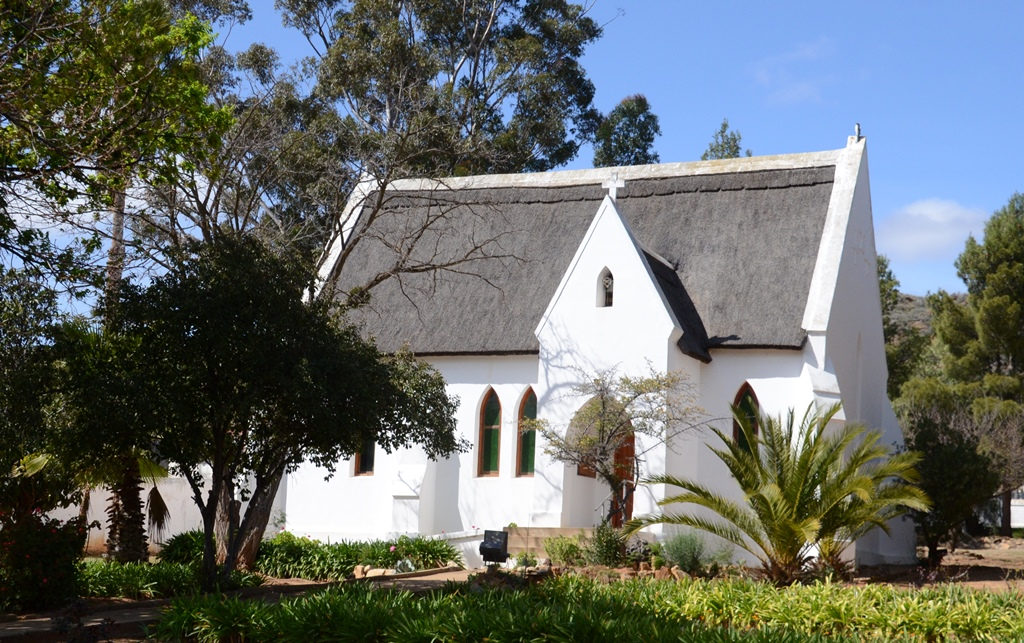
All Saints Church, Uniondale (1869)
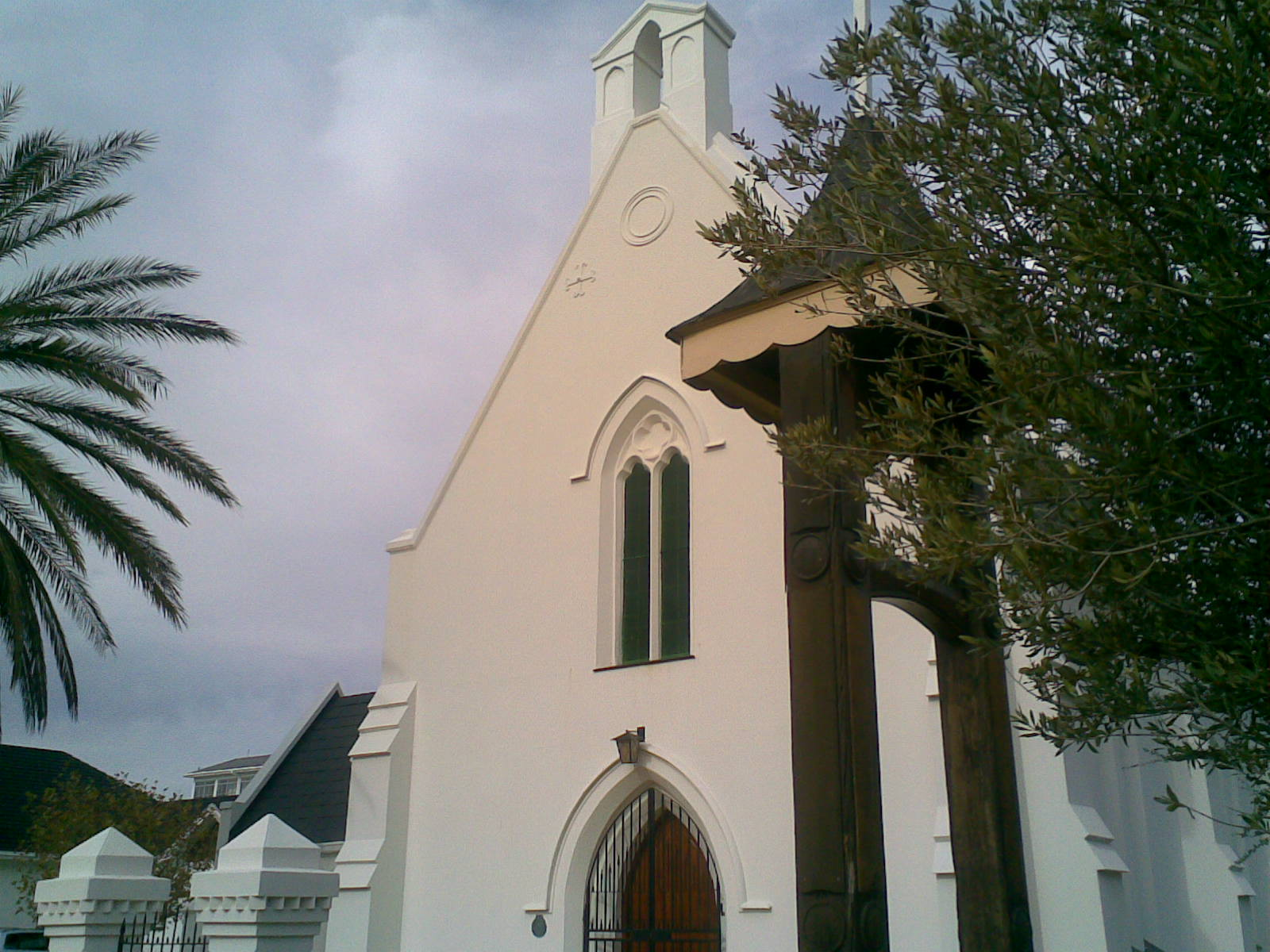
St James the Great, Worcester (1852)